# Алуштинский троллейбусный парк
Алуштинский троллейбусный парк (АТП) — подразделение предприятия ГУП РК «Крымтроллейбус» в городе Алушта.Троллейбусный парк в пригороде Алушты на трассе Симферополь — Ялта.

## Маршруты
| №  | Маршрут                                                | Маршрут                                                | Закреплённые машины | Примечание                          |
| -- | ------------------------------------------------------ | ------------------------------------------------------ | ------------------- | ----------------------------------- |
| 2  | Троллейбусная станция — Профессорский (Рабочий) уголок | Троллейбусная станция — Профессорский (Рабочий) уголок |                     |                                     |
| 21 | ж/д Вокзал — Перевальное                               | ж/д Вокзал — Перевальное                               |                     | Симферопольский пригородный маршрут |
| 22 | Центральный рынок — Перевальное                        | Центральный рынок — Перевальное                        |                     | Симферопольский пригородный маршрут |
| 23 | Свобода — Перевальное                                  | Свобода — Перевальное                                  |                     | Симферопольский пригородный маршрут |
| 31 | Алушта — Верхняя Кутузовка                             | Алушта — Верхняя Кутузовка                             |                     |                                     |
| 32 | Алушта — Запрудное                                     | Алушта — Запрудное                                     |                     |                                     |
| 51 | Симферополь — Алушта                                   | Симферополь — Алушта                                   |                     |                                     |
| 52 | Симферополь — Ялта                                     | Симферополь — Ялта                                     |                     |                                     |
| 53 | Ялта — Алушта                                          | Ялта — Алушта                                          |                     |                                     |
| 54 | Аэропорт Симферополь — Алушта                          | Аэропорт Симферополь — Алушта                          |                     |                                     |
| 55 | Аэропорт Симферополь — Ялта                            | Аэропорт Симферополь — Ялта                            |                     |                                     |

| №  | Маршрут                                                                                            | Закреплёные машины | Примечание                                 |
| -- | -------------------------------------------------------------------------------------------------- | ------------------ | ------------------------------------------ |
| 1А | Троллейбусная станция — Верхняя Кутузовка — Профессорский (Рабочий) уголок — Троллейбусная станция |                    | Работал летом                              |
| 3  | Алушта — Запрудное                                                                                 |                    | перенумерован в маршрут № 59               |
| 57 | Алушта — Ангарский перевал                                                                         |                    | Пригородный маршрут работал до начала 90-х |
| 58 | Алушта — Перевальное                                                                               |                    | Закрыт в 2002 году                         |

## Подвижной состав
| Фото | Модель         | Модель         | Количество | Примечание |
| ---- | -------------- | -------------- | ---------- | --- |
|      | Škoda 9Tr      | Škoda 9Tr      | 65 единицы | Используются на городских и пригородных маршрутах |
|      | Škoda 14Tr     | Škoda 14Tr     | 62 единицы | Используется на городских, пригородных и междугородных маршрутах |
|      | К-12.04        | К-12.04        | 1 единица  | Один из двух построенных троллейбусов данной модификации. Приписан к АТП под номером 8200, работает на городских и пригородных маршрутах Алушты, а также на пригородных маршрутах Симферополя |
|      | Богдан Т701.10 | Богдан Т701.10 | 52 единицы | Используются на городских и пригородных маршрутах г. Симферополя и г. Алушты |
|      | Богдан Т701.15 | Богдан Т701.15 | 30 единиц  | Используются только на междугородных и пригородных маршрутах |

| Фото | Модель    | Модель    | Количество | Примечание                               |
| ---- | --------- | --------- | ---------- | ---------------------------------------- |
|      | ЮМЗ-Т2.09 | ЮМЗ-Т2.09 | 2 единицы  | Использовался на междугородних маршрутах |

## Нумерация машин
- 7ххх
- 8ххх

## Интересные факты
Алуштинский троллейбусный парк частично обслуживает Симферопольские пригородные маршруты №1, 1А, 1Б.

## См.также
- Крымский троллейбус